# Pierre Brissot
Pierre Brissot (latinisiert Petrus Brissatus) (* 1478 in Fontenay-le-Comte, Poitou; † 1522 in Lissabon) war ein französischer Mediziner.

## Leben
Brissot war Professor für Philosophie und Medizin an der Medizinischen Fakultät in Paris. Er wurde bekannt durch den Aderlass-Streit, eine heftige im Rahmen sich gegen Arabismus und Galenismus richtender Ansichten stattfindende Kontroverse unter den europäischen Ärzten des 16. Jahrhunderts, die entbrannte, als Brissot im Gegensatz zur damaligen Lehrmeinung dafür eintrat, den Aderlass möglichst nahe am erkrankten Organ durchzuführen (Revulsion gegen Derivation nach Art der Araber). Insbesondere vertrat er dies bei Brust- und Lungenentzündung, bei der er anlässlich einer Epidemie 1514 mit seiner Methode, auf dem Arm der von der Pleuropneumonie befallenen Körperseite statt am Bein der entgegengesetzten Seite zur Ader lassen, Erfahrungen sammeln konnte. Er sah sich darin durch die von der Schulmeinung abweichende Lehre des Hippokrates im Hippokratismus bestätigt – die entgegengesetzte Meinung hätten erst die Araber vertreten. Seine Gegner ließen seine Methode durch das Parlement von Paris verbieten und er musste daraufhin die Stadt verlassen und ging nach Portugal.
Der Streit spaltete die europäische Ärzteschaft. Auf Seiten von Brissot standen unter anderem der Professor Curtius in Bologna († 1544), Johannes Manardus (1482–1536), Geronimo Mercuriali (1530–1616) und Vallesius († 1598), der Leibarzt Philipp II. von Spanien. Zu den prominenten Gegnern zählten Andreas Thurinus, der Leibarzt der Päpste Clemens VII. und Paul III., Ludwig Panizza in Mantua, Cäsar Optatus in Venedig, der Professor Vittorius in Bologna († 1510), Trincavella (1496–1568), Diomedes Cornarus (1467–1566), Maria Santo di Barteletta, Monardus, Augenius (Orazio Augenio, 1527–1603), Donatus Antonius Altomare († 1566). Ärzte wie Leonhart Fuchs, Andreas Vesalius und Drivere (Thriverius Brachelius, †  1554, Professor in Löwen) vertraten in der heftigen Auseinandersetzung eine vermittelnde Rolle.
Sein Hauptwerk ist die Apologie (Apologetica disceptatio, qua docetur, per quae loca sanguis mitti debeat in viscerum inflammationibus, praesertim in pleuritide), die nach seinem Tod durch einen Freund 1525 herausgegeben wurde., in der er seine Methode gegen Angriffe des portugiesischen königlichen Leibarztes Dionysius verteidigt. Die Schrift erschien erst nach seinem Tod – er starb 1522 an der Ruhr – und wurde von seinem Freund Luceus herausgegeben. Die Auseinandersetzung wurde nach seinem Tod mit gleichbleibender Heftigkeit fortgeführt. Man rief die Universität Salamanca an, die sich aber für Brissot entschied, und den Kaiser Karl V., bei dem die Vertreter der althergebrachten Methode aber auch keinen Erfolg hatten, da ein Bekannter des Kaisers, der an Brustentzündung erkrankt war und den man nach Art der Araber zur Ader ließ, starb. Der Streit zog sich noch bis Ende des 16. Jahrhunderts hin.

## Quelle
- H. Haeser Lehrbuch der Geschichte der Medizin und der endemischen Krankheiten, Band 1, Jena 1853
- Michael Benedikt Lessing Handbuch der Geschichte der Medizin, Band 1, 1838
- Emil Isensee Geschichte der Medicin und ihrer Hülfswissenschaften, Teil 1, Berlin 1840, S. 289